# Valle del Guadalhorce
Valle del Guadalhorce è una comarca della Spagna, situata nella provincia di Malaga, in Andalusia.